# Topor

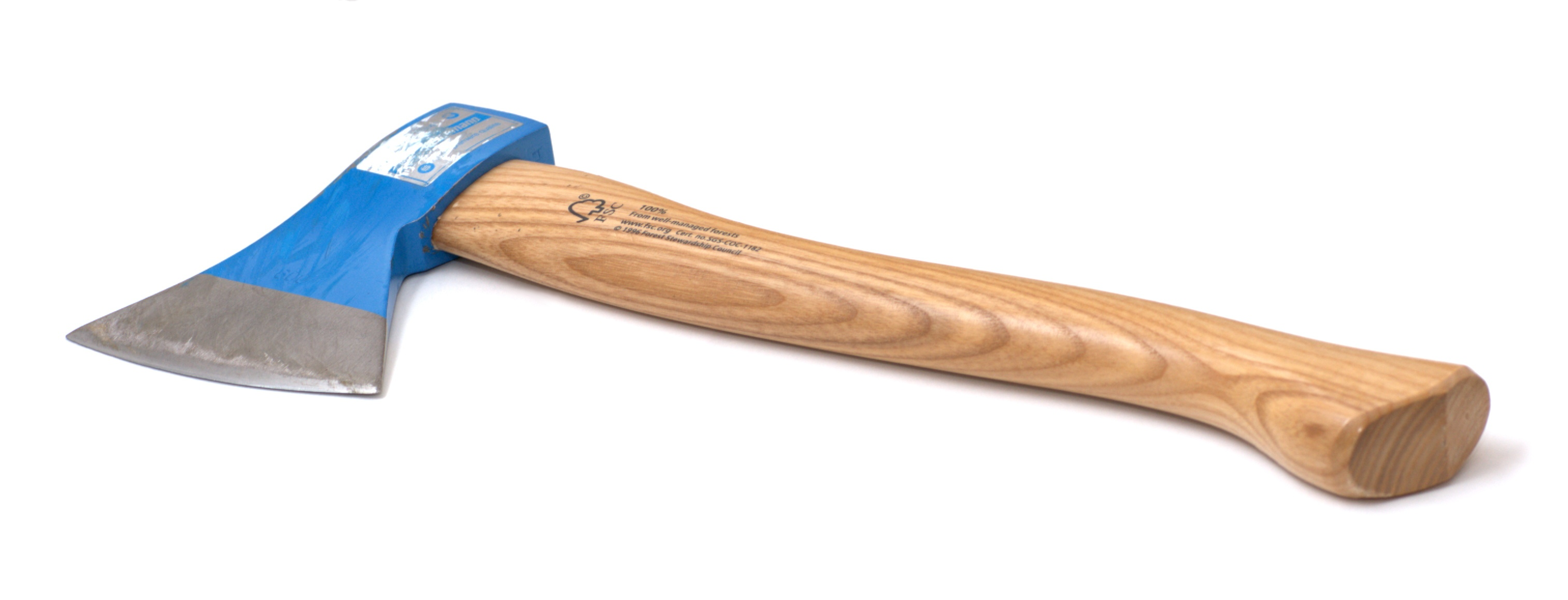
Topor

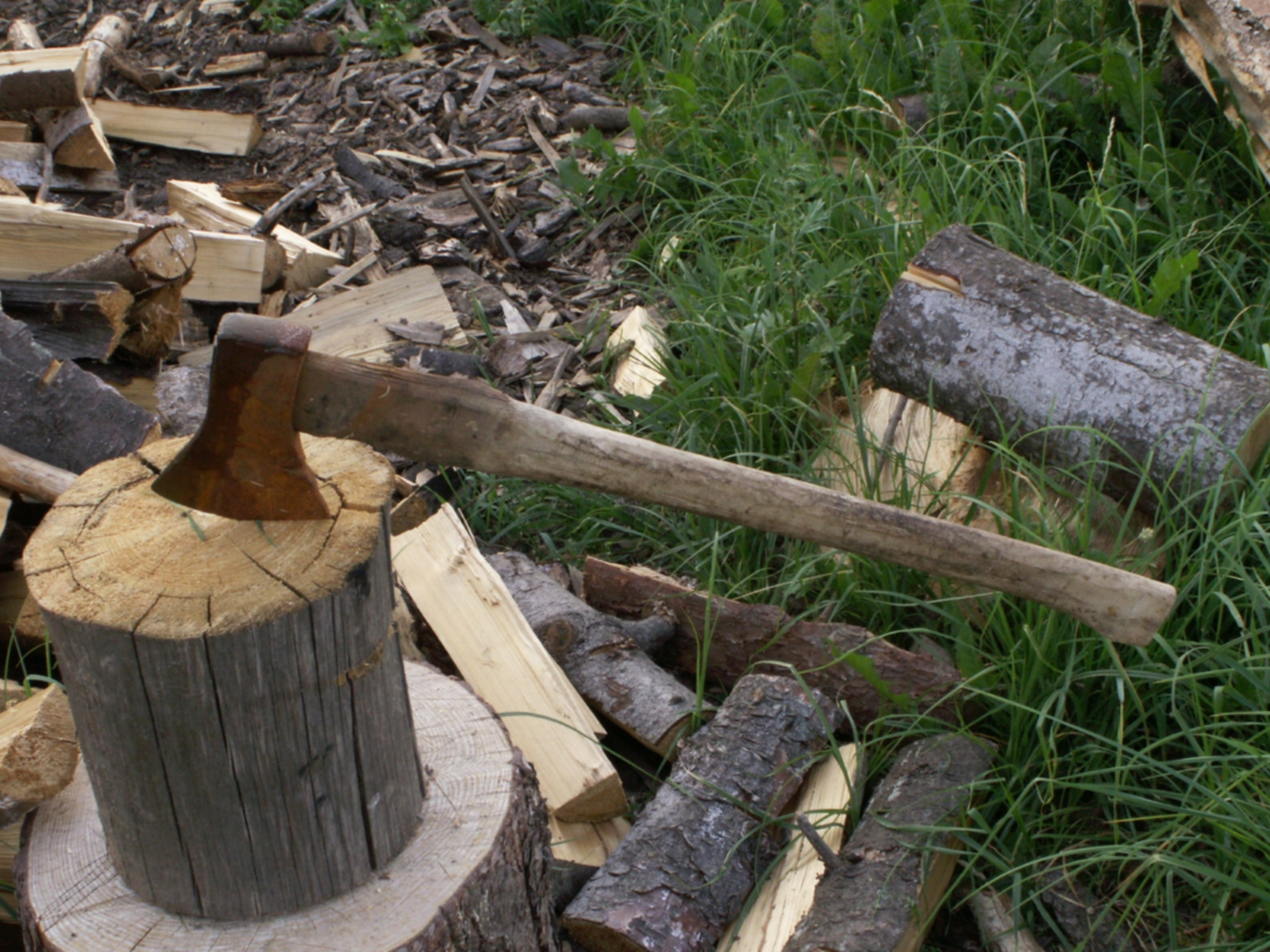
Toporul ca unealtă pentru spart lemne

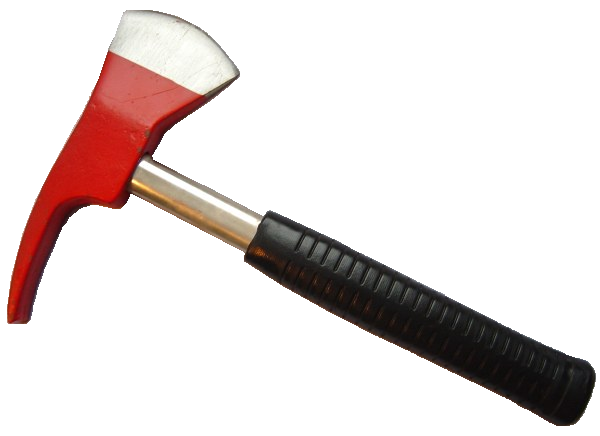
Toporișcă de pompieri

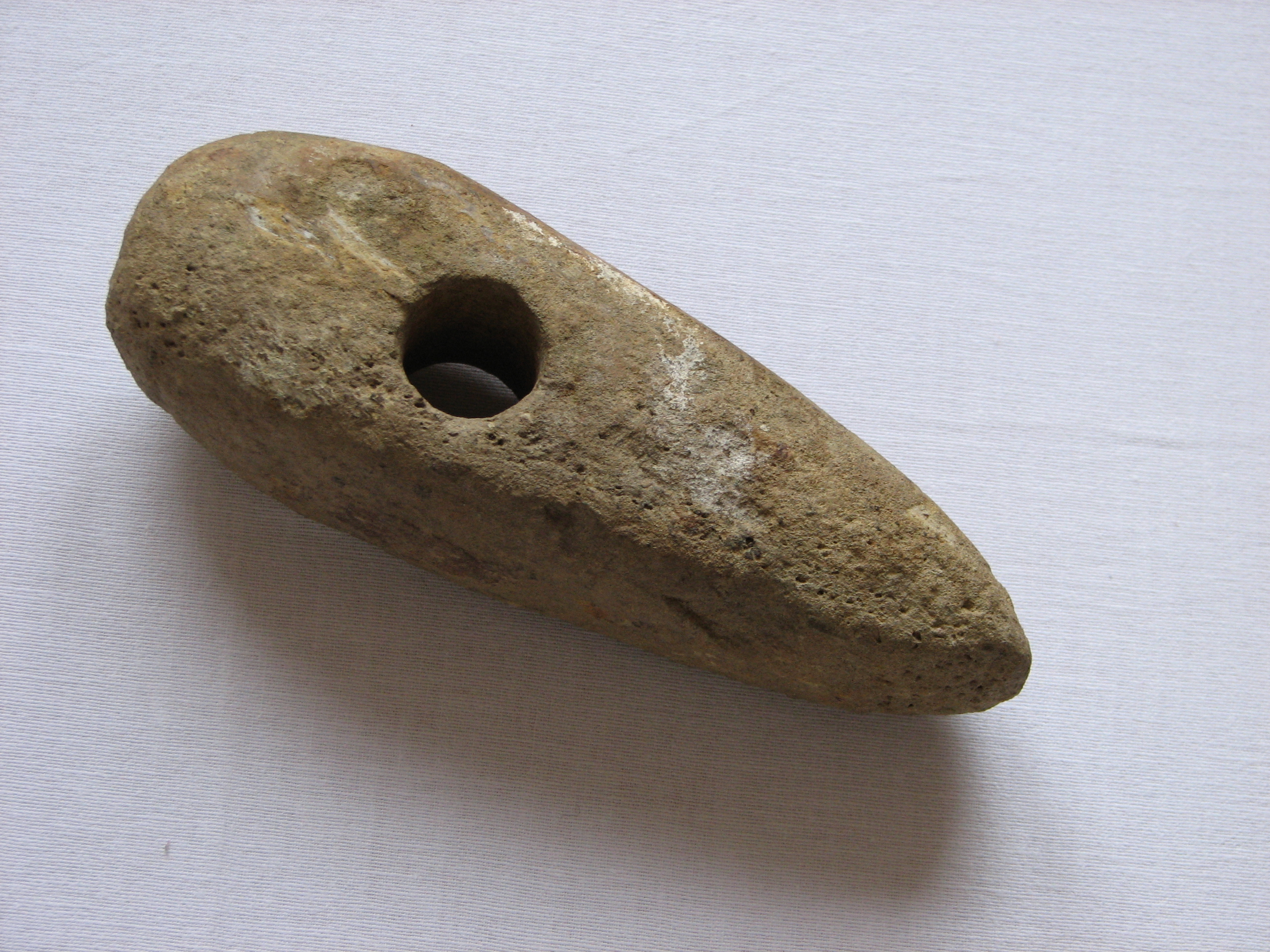
Topor de piatră

Toporul este o unealtă de mână formată dintr-un corp de oțel cu tăiș și cu un orificiu la partea opusă, în care se fixează o coadă de lemn scurtă, folosit pentru tăiat crengi sau pentru despicat lemne și ca unealtă a pompierilor pentru acțiunile necesare pentru stingerea incendiilor.

## Date generale
Istoria toporului începe în Epoca de piatră, când au fost cioplite și șlefuite primele topoare. Cele mai timpurii exemple de topoare au fost cele cu capete de piatră care aveau mâner din lemn. 
În Epoca Bronzului, topoarele s-au confecționat din bronz.
Până în Evul Mediu, topoarele au fost folosite și ca arme de luptă.